# 남부피그미늘보로리스
남부피그미늘보로리스(Xanthonycticebus pygmaeus)는 베트남과 라오스, 캄보디아 동부 그리고 중국의 메콩강 동쪽에서 발견되는 늘보로리스의 일종이다. 남부피그미늘보로리스는 열대 건조림과 반상록수림, 상록수림 등 다양한 산림 서식지에 서식한다. 원래는 늘보로리스속(Nycticebus)으로 분류되다가 2022년에 피그미늘보로리스속(Xanthonycticebus)으로 옮겨졌다. 피그미늘보로리스속에 속하는 북부피그미늘보로리스는 베트남 북부와 라오스, 중국에서 발견되고, 남부피그미로리스는 베트남 남부와 라오스, 캄보디아에서 발견된다. 남부피그미늘보로리스는 야행성 동물이고 수목에 서식하며, 먹이를 찾아 나뭇가지를 따라 천천히 기어간다. 다른 영장류와 달리 뛰어오르지 않는다. 보통 한두 마리의 새끼를 두고 작은 무리를 지어 생활한다. 성체는 약 19~23cm까지 자랄 수 있으며 매우 짧은 꼬리를 가지고 있다. 무게는 약 450g이다. 먹이는 과일과 곤충, 작은 동물, 나무 수액, 꽃꿀이다. 남부피그미늘보로리스는 팔꿈치 안쪽의 분비샘에서 나오는 독성 분비물을 핥아 독을 분비한다. 빗살처럼 생긴 구조의 아래턱의 이빨을 나무껍질에서 송진을 긁어내는 데 사용한다.
피그미늘보로리스는 12~18개월마다 한 번씩 짝짓기를 하며, 평균 임신 기간 6개월 후에 한두 마리의 새끼를 낳는다. 어린 로리스는 처음 며칠 동안 어미의 배에 매달려 있다. 새끼는 평균 4.5개월 동안 젖을 먹지만, 젖을 떼는 데는 최대 8개월이 걸릴 수도 있다. 암컷은 생후 약 9개월, 수컷은 생후 약 18~20개월에 성적으로 성숙해진다. 피그미늘보로리스는 7월과 10월에 계절적으로 번식한다. 화학적 신호는 암컷 피그미늘보로리스의 생식 행동에 영향을 미친다. 소변 냄새 표시는 강한 특징적인 냄새가 나며, 사회적 관계에 대한 정보를 전달하는 데 사용된다.
베트남 전쟁 중 대규모 산불, 벌채, 그리고 삼림 벌채로 인해 베트남 내 피그미늘보로리스의 서식지가 크게 감소했다. 전통 약재를 얻기 위한 대규모 사냥은 현재 캄보디아 개체군에 심각한 압박을 가하고 있다. 피그미늘보로리스는 사냥과 무역, 그리고 서식지 파괴로 심각한 위협에 직면해 있으며, 그 결과 멸종위기에 처한 야생동·식물의 국제거래에 관한 협약(CITES) 부속서 I에 등재되었고, 2020년 국제자연보전연맹(IUCN)은 피그미늘보로리스를 멸종위기종으로 분류했다.

## 역사, 분류학 및 계통학

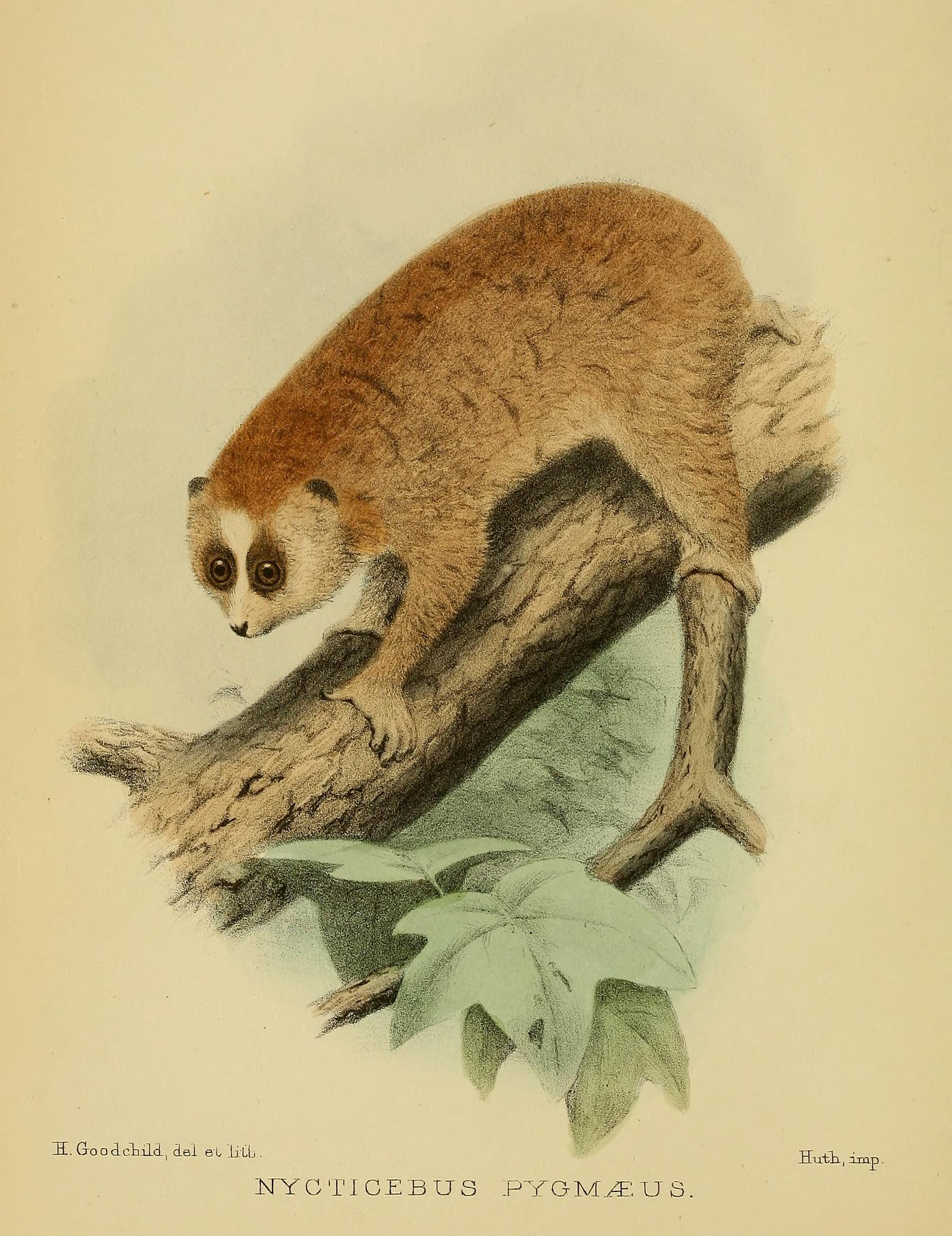
1907년 본호테가 묘사한 피그미늘보로리스 종

피그미늘보로리스는 1907년 J. 루이스 본호테가 처음 과학적으로 기재했다. 이 기술은 1905년 베트남 나트랑(당시 프랑스 보호령이었던 안남)에서 수집한 수컷 표본을 프랑스 의사 J. 바살이 그에게 보낸 것을 바탕으로 작성되었다. 1939년, 레지널드 이네스 포콕은 모든 늘보로리스를 하나의 종인 순다로리스(Nycticebus coucang)로 통합했다.
1953년 영향력 있는 출판물에서 영장류학자 윌리엄 찰스 오스만 힐은 모든 늘보로리스를 순다로리스 한 종으로 통합하고, 다른 종들은 아종 수준에서 별개의 종으로 간주했다. 오스만 힐은 이렇게 Nycticebus coucang pygmaeus를 등재하면서, "이 종에 특정 등급을 부여하는 것이 필요할 수 있다"고 인정했다. 1960년, 다오 반 티엔은 베트남 호아빈성에서 발견된 종을 보고하며 N. intermedius라고 명명했다. 하지만 다오 반 티엔의 표본은 원래 어린 개체에 기반하여 기술되었던 피그미늘보로리스의 성체에 불과한 것으로 밝혀졌다. 인도차이나 반도의 늘보로리스를 연구한 후, 영장류학자 콜린 그로브스는 피그미늘보로리스가 형태적으로 매우 독특하여 별개의 종으로 간주될 수 있다고 제안했다. 이 의견의 타당성은 이후 염색체 구조와 다형성 유전자좌의 단백질 변이에 의해 결정되는 유전적 거리, 그리고 미토콘드리아 DNA 제한 효소 분석 연구를 통해 뒷받침되었다. 네카리스와 니즈만(2022)은 형태학적, 행동학적, 핵형적, 유전적 데이터를 종합하여 피그미늘보로리스가 별도의 속인 피그미늘보로리스속(Xanthonycticebus)에 속하는 것이 가장 적절하다고 제안했다.
피그미늘보로리스속 내의 계통학적 관계는 22마리의 늘보로리스 개체에서 추출한 미토콘드리아 DNA 마커인 D-loop와 사이토크롬 b에서 유래한 DNA 서열을 사용하여 현대 분자 기법을 통해 연구되었다. 이 분석에서 피그미늘보로리스를 포함하여 늘보로리스속의 알려진 계통 대부분은 유전적으로 구별되는 것으로 나타났으며, 이 종은 다른 늘보로리스 종보다 더 일찍, 약 270만 년 전부터 분화된 것으로 나타났다. 중국 남부와 베트남 경계 지역에서 채취한 개체의 뉴클레오티드 서열 다양성을 분석한 결과, 피그미늘보로리스는 벵골늘보로리스와 같은 유전자 이입 교잡의 영향을 받지 않는 것으로 나타났다. 이 연구의 저자들은 피그미늘보로리스의 낮은 다형성은 창시자 효과 때문일 수 있으며, 연구에 사용된 개체는 1,860년 전부터 7,350년 전 사이 베트남 중부 또는 남부에 살았던 조상에서 유래했다고 주장한다.

## 해부학 및 생리학

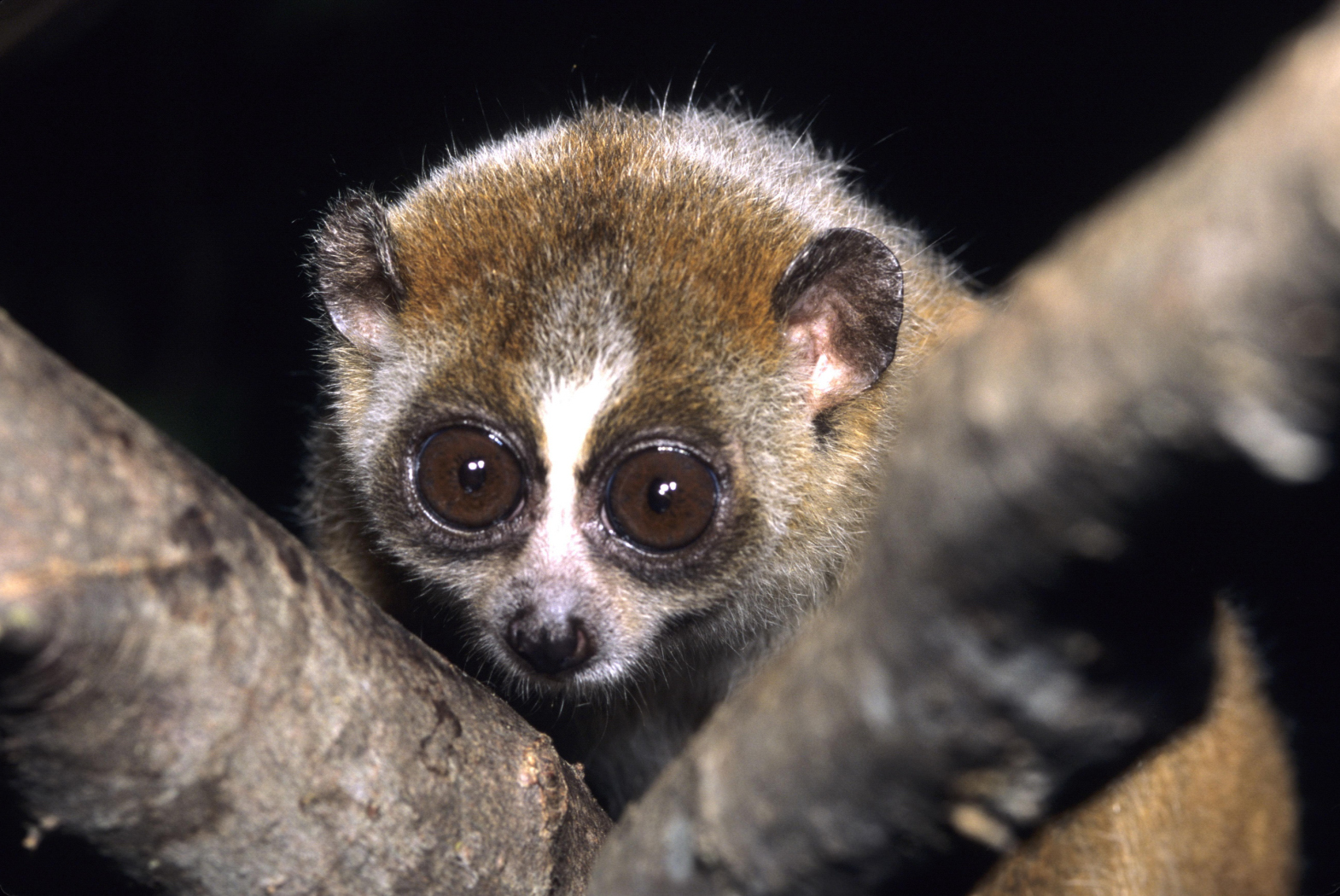
전형적인 얼굴 특징으로는 전체적인 붉은색과 큰 눈을 둘러싼 갈색 고리, 코에서 이마까지의 흰색 줄무늬, 머리 옆의 은회색 머리카락 등이 있다.

피그미늘보로리스는 머리와 몸길이(머리 꼭대기부터 꼬리 아랫부분까지)가 195~230mm이며, 성별에 따른 크기 차이는 크지 않다. 두개골 길이는 55mm 미만이다. 꼬리는 짧고 평균 1.8cm이다. 몸무게는 360~580g이고, 수컷은 평균 420g, 암컷은 428g이다. 그러나 몸무게는 계절에 따라 크게 변하며, 최대 700g에 달하는 개체도 기록되었다. 남부피그미늘보로리스는 겨울철에 몸무게가 상당히 증가하는 경향이 있고, 여름철 최저 몸무게보다 약 50% 더 높다. 주로 먹이 섭취량 증가로 인한 몸무게 증가는 낮과 밤의 길이 변화에 의해 유발된다. 이러한 계절적 몸무게 변화는 임신한 암컷과 임신하지 않은 암컷 모두에서 발생하며, 이는 먹이 자원이 부족한 겨울철 생존에 도움이 되는 적응으로 여겨진다. 남부피그미늘보로리스는 독특한 치아 형태를 가지고 있다. 세 번째 어금니는 삼각형 모양이며 첫 번째 어금니보다 약간 작다. 두 번째 어금니가 가장 크다. 아래턱의 앞니와 송곳니는 앞으로 기울어져 있으며, 이를 통해 빗을 형성하여 손질과 먹이 공급에 사용한다.

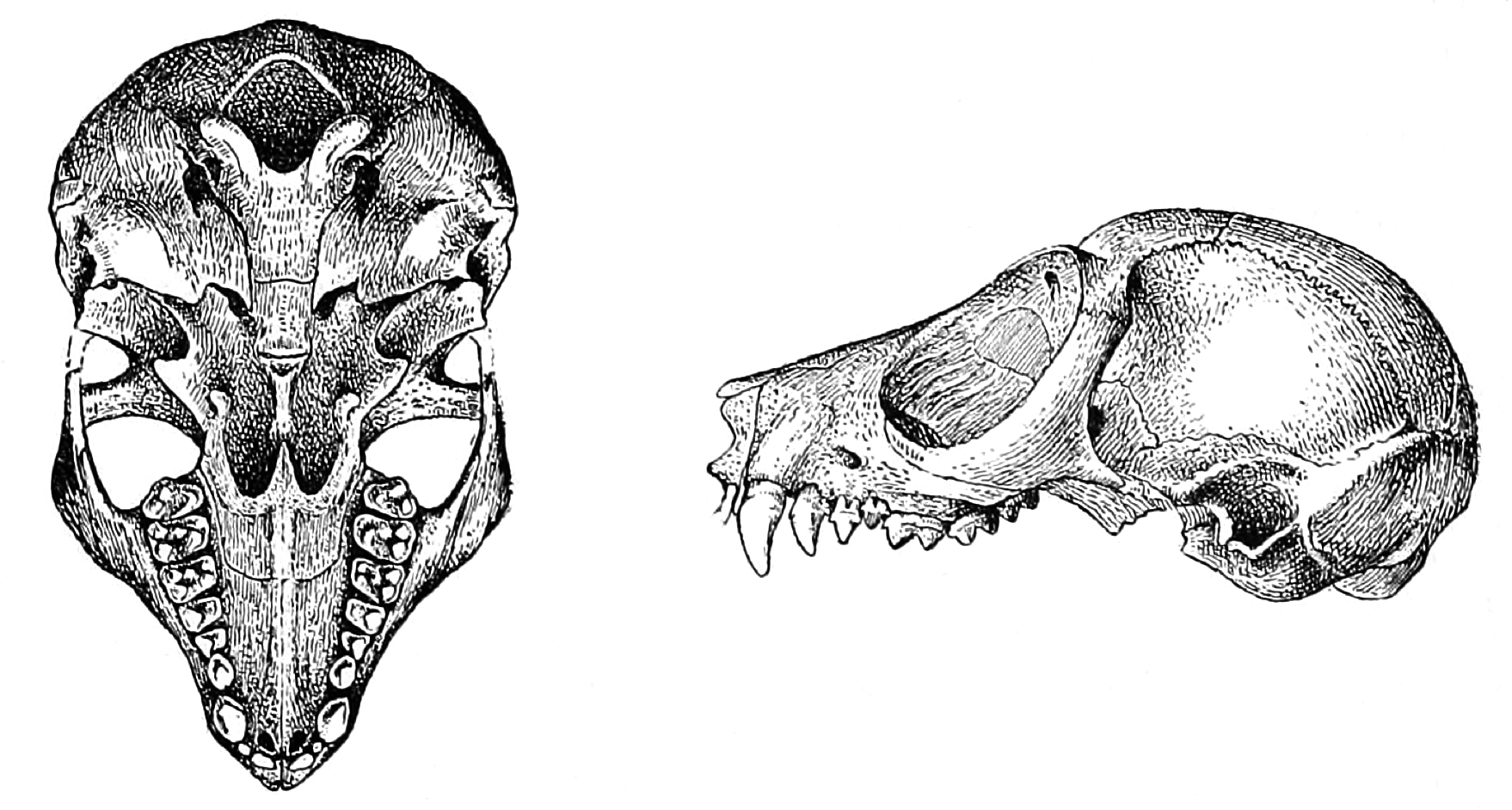
피그미늘보로리스 두개골의 구개(왼쪽)와 측면(오른쪽) 보기

다른 곡비원류 영장류처럼 피그미늘보로리스는 눈에 휘판을 가지고 있어 야간 시력을 향상시킨다. 성체의 경우 눈 주위의 고리 무늬는 짙은 갈색이며, 어린 개체에서는 더 어둡다. 코에서 이마까지 이어지는 흰 줄무늬가 있고, 머리 양옆과 윗입술은 은회색이며, 얼굴의 나머지 부분과 정수리는 적갈색이다. 피그미늘보로리스는 작고 검은색 귀를 가지고 있으며, 보통 길이는 약 23mm이고, 끝에는 털이 없다. 등쪽에는 적갈색에서 갈색을 띤 검은색 줄무늬가 목덜미에서 허리 아랫부분 중앙까지 이어져 있다. 어깨와 등 윗부분을 포함한 윗부분은 적갈색에서 붉은빛이 도는 담황색에서 갈색을 띠며, 때로는 은회색의 흰 털이 "서리처럼" 덮여 있다. 피그미늘보로리스는 옆구리가 황토색이고 등보다 옅다. 팔의 윗면은 황토색이고, 은빛 털이 어두운 털과 섞여 있다. 황토색 다리 끝부분도 은백색 털이 있다. 아랫부분은 밑부분이 납빛(납색)이고, 끝부분은 황토색이다. 손발은 은백색이며 발톱은 황백색이다. 발 길이는 비교적 일정하며, 평균 약 45mm이다.
피그미늘보로리스는 이배체 염색체 수 2n=50을 가지고 있다. 모든 늘보로리스의 염색체에 나타나는 줄무늬 패턴은 유사하지만, 이 종은 핵소체 형성체의 수와 위치의 뚜렷한 차이로 벵골늘보로리스와 구별된다.

## 습성
피그미늘보로리스는 야행성이지만, 춥고 달빛이 비치는 밤에는 활동이 가장 적고, 기온과 관계없이 대체로 어두운 밤에 활동한다. 야생에서는 보통 혼자 또는 두 마리부터 네 마리 정도의 작은 무리를 지어 발견된다. 수컷은 냄새 표시를 통해 영역을 방어하고 경계를 표시한다. 암컷은 익숙한 냄새를 가진 수컷과 교미하는 것을 선호한다. 수컷은 또한 암컷에게 경쟁심을 과시하기 위해 다른 개체가 이전에 표시한 냄새 위에 또는 그 근처에 역표시를 한다. 암컷은 역표시를 한 수컷보다 역표시를 하는 수컷을 더 선호한다.
피그미늘보로리스는 팔꿈치 근처의 취선(상완선)에서 아포크린 분비물을 분비한다. 이 투명한 액체는 침과 섞이면 휘발성이 강한 유해 독소를 생성한다. 늘보로리스는 놀라면 상완선을 핥아 분비물을 머리에 바른다. 기름 분비물에는 휘발성 성분과 반휘발성 성분이 복합적으로 혼합되어 있으며, 한 화학 분석 결과 200가지 이상의 성분이 존재하는 것으로 나타났다. 이 성분 중 하나는 세크레토글로빈 단백질 계열에 속하며, 고양이 비듬에서 발견되는 알레르기 유발 단백질과 유사하다. 상완선 분비물과 집고양이 알레르겐의 유사성은 민감한 개체에서 과민증을 유발하는 원인일 수 있다.
피그미늘보로리스의 울음소리에는 짧은 휘파람 소리, 어미와 새끼가 접촉할 때 내는 소리, 발정기 때 내는 휘파람 소리가 포함된다.

### 번식
암컷은 발정기 동안 구혼자에게 약간 공격적인 태도를 보이며, 종종 수컷에게 달려들기도 하는데, 이는 대개 오랫동안 접근하고 따라다닌 후다. 짝짓기 중 울음소리에는 휘파람 소리가 포함되는데, 이는 암컷이 주로 6월과 8월에 발정기에 내는 소리이다. 발정기 동안 기록된 다른 발성으로는 지저귐과 으르렁거리는 소리가 있다. 수컷의 테스토스테론 수치는 계절에 따라 달라지며, 최고치는 암컷의 에스트로겐 최고치와 일치한다.
피그미늘보로리스는 18개월에 임신할 수 있고, 2살에 첫 새끼를 낳을 수 있다. 스터드북 기록에 따르면 가장 어린 수컷은 생후 18개월, 가장 어린 암컷은 생후 16개월에 임신했다. 임신 기간은 184~200일이며, 수유 기간은 123~146일이다. 새끼는 생후 약 24주에 젖을 뗀다. 피그미늘보로리스는 단성 생식을 하며, 사육 환경에서는 7월 말부터 10월 초까지 4~5일 동안 단 한 번의 생식 활동을 하며, 출산은 2월 초부터 3월 중순까지 이루어진다. 결과적으로 짝짓기 기회는 드물고, 암컷은 짝의 질을 평가하기 위해 냄새에 크게 의존한다. 암컷은 낯선 냄새를 풍기는 수컷보다 익숙한 냄새를 풍기는 수컷을 더 선호한다. 영장류의 성 선택 과정에 대한 연구에 따르면, 특정 지역에 한 수컷의 냄새가 독점적으로 존재한다는 것은 해당 수컷이 해당 지역을 방어하거나 경쟁 수컷의 표시를 막을 수 있다는 확실한 신호이다. 피그미늘보로리스는 보통 한 번에 한 마리 또는 두 마리를 낳는다. 별도의 연구에서는 쌍둥이 출산 빈도가 출생아의 50% 또는 100%라고 보고했다. 7년간의 사육 번식 프로그램에서 수집된 데이터에 따르면, 피그미늘보로리스의 출생 성비는 암컷 1마리당 수컷 1.68마리로 불균형을 보인다. 쌍둥이를 낳은 어미는 새끼를 낳는 데 걸리는 시간을 균등하게 나누어야 하기 때문에, 사회적 손질이나 새끼와 놀아주는 데 더 적은 시간을 할애하게 되며, 이는 새끼의 생존율 저하로 이어질 수 있다. 어미는 새끼가 태어난 지 1주일이 되면 새끼를 "놓아두고" 먹이를 찾아다니며, 새끼는 태어난 지 2주쯤 되면 어미를 따라다니기 시작한다. 피그미늘보로리스의 수명은 약 20년이다.

### 먹이

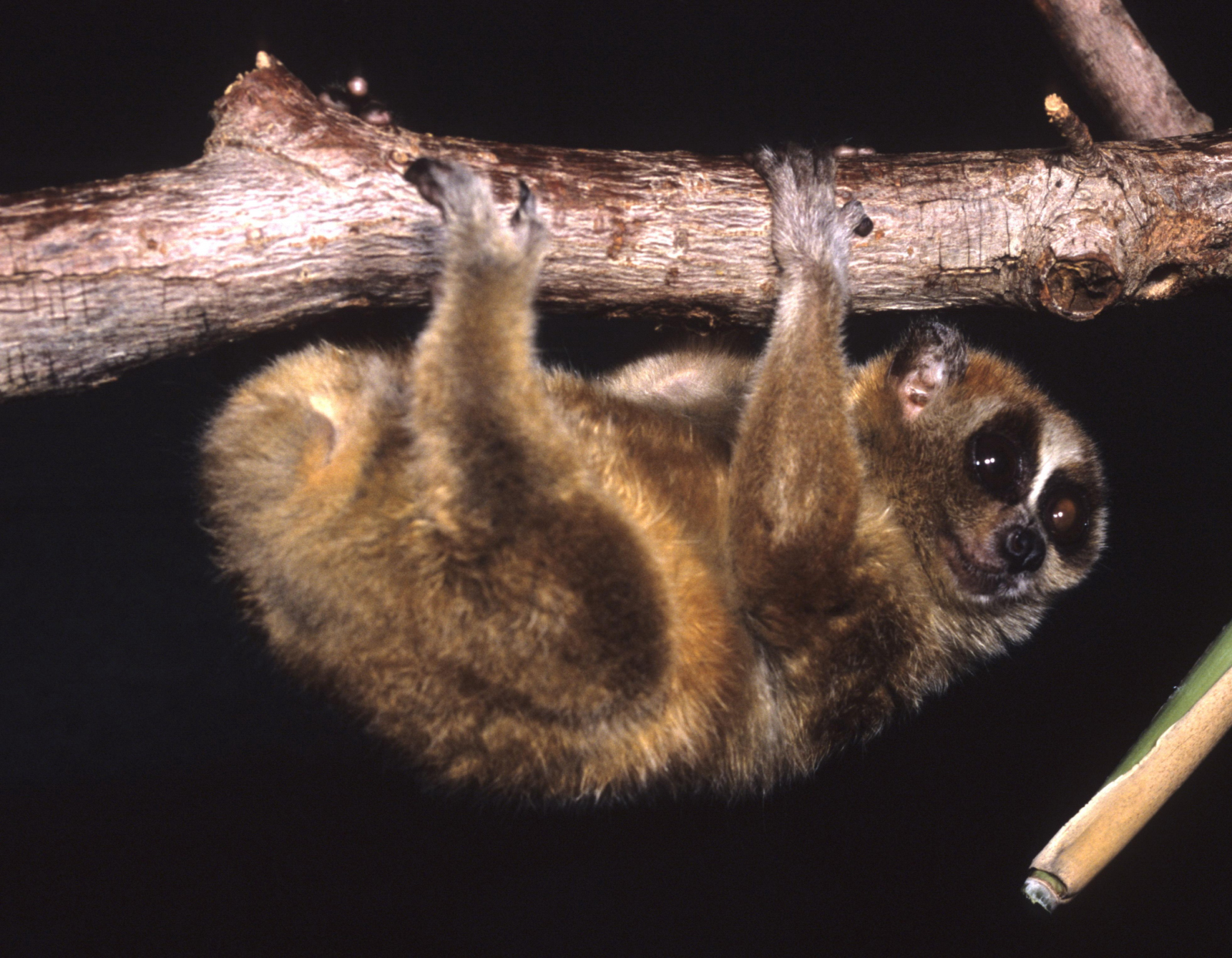
곤충 먹이는 나뭇가지에 거꾸로 매달아 놓은 채로 잡을 수 있다.

피그미늘보로리스는 잡식성으로 흰개미와 개미, 다른 곤충, 과일을 먹는다. 곤충은 나뭇가지에 거꾸로 매달리거나 서 있는 상태에서 한 손 또는 두 손으로 잡는다. 곤충 먹이는 일반적으로 10m 미만의 높이에서 먹는다. 베트남의 한 연구에 따르면 피그미늘보로리스의 먹이는 주로 나무 분비물(검)(63%)과 동물 먹이(33%)로 구성되며, 나머지는 다른 먹이로 구성된다. 최근 재도입된 개체들을 대상으로 한 연구에서도 유사한 결과가 나왔다. 곤충 40%, 검 30%, 기타 분비물 30%였다. 피그미늘보로리스는 나무를 파서 분비된 분비물을 먹는다. 나무고무는 선호하는 먹이만큼 영양분이 풍부하지는 않지만, 일 년 내내 섭취할 수 있다. 피그미늘보로리스는 고무를 먹는 특수한 동물로,  이러한 특성 덕분에 먹이가 부족할 때 먹이를 찾는 데 어려움을 겪지 않는다. 나무에서 나무로 뛰어다닐 수 없기 때문에 피그미늘보로리스는 먹이를 얻을 수 있는 범위가 제한적이다. 다양한 종류의 음식을 선호하는 피그미늘보로리스는 어려운 환경 조건을 극복할 수 있으며, 고무 덕분에 신진대사가 감소한 상태에서 낮은 에너지 수준으로도 살아갈 수 있다. 삼출물을 먹는 나무는 무환자나무과(무환자나무속), 대극과(유동나무속), 콩과(사라카속), 옻나무과(스폰디아스속) 그리고 감람나무과이다. 고무를 먹는 행위는 1분에서 20분 사이에 걸쳐 이루어지며, 강렬한 핥기를 동반하고, 때로는 긁는 소리와 나무껍질 깨는 소리가 들린다. 삼출물 섭취는 보통 8m 이상의 높이에서 이루어진다. 베트남 개체의 등쪽 줄무늬에서 나타나는 계절적 색상 변화는 삼출물 섭취의 필요성과 관련이 있을 수 있다.
피그미늘보로리스의 식성은 계절에 따라 달라진다. 예를 들어 베트남 북부의 겨울은 강수량이 적고, 서식지 북쪽 지역은 기온이 5°C까지 내려가는 특징이 있다. 이 시기에는 숲에 식물이 거의 자라지 않고 곤충도 거의 없으며, 먹이 자원도 부족하다. 피그미늘보로리스는 대나무를 파헤치면서 노출된 곤충도 잡아먹는다. 대나무를 파헤치기 전에 이빨 빗을 사용하여 주변의 지의류와 곰팡이를 제거한다. 피그미늘보로리스는 추운 겨울철에 움직임을 줄여 에너지를 보존하는데, 종종 완전히 활동을 중단하기도 한다.

## 분포 및 서식지
피그미늘보로리스는 야행성이며 수목에 서식하며, 반상록수림, 2차림, 혼합활엽수림에서 가장 흔히 발견된다. 베트남 메콩강 동쪽과 캄보디아 동부, 라오스, 중국 남부 윈난성에 분포한다. 중국에서는 윈난성의 핑볜, 허커우, 진핑, 뤼춘현에서만 기록되었다. 베트남에서는 피그미늘보로리스가 전국에 널리 분포했지만, 깟띠엔 국립공원의 보존 및 복원 노력으로 우려가 커지고 있다. 라오스에서는 푸 카오코아이, 남 카딩, 남 테운, 나카이-남 테운, 캄무안 석회암, 닥충 고원, 볼라벤 북동부 지역에서 개체군이 기록되었다. 라오스와 베트남에서 진행된 두 차례의 현장 연구를 통해 확인된 조우율은 0.05~0.08마리/km였다. 캄보디아에서는 이 값이 몬둘키리 보호림에서는 0부터 프놈프리치 야생동물 보호구역에서는 0.10까지 다양했다.

## 보전 활동
피그미늘보로리스는 캄보디아 북동와, 중국 윈난성, 베트남을 포함한 분포 지역 전체의 광범위한 서식지 파괴로 인해 개체 수가 감소했다. 윈난성에서는 거의 모든 1차 상록수림이 사라졌고 2차림은 심각하게 훼손되었다. 2005년 현재, 삼림 면적은 1990년대 중반 이후 42% 감소했다. 베트남 전쟁 중 에이전트 오렌지와 같은 고엽제 사용과 베트남에서 계속되는 삼림 벌채로 인해 서식지가 상당히 손실되었다. 2003년 현재 삼림 면적은 원래 면적의 30%로 줄어들었고, 남은 삼림의 10%만이 피그미늘보로리스가 선호하는 폐쇄형 수관림으로 이루어져 있다.

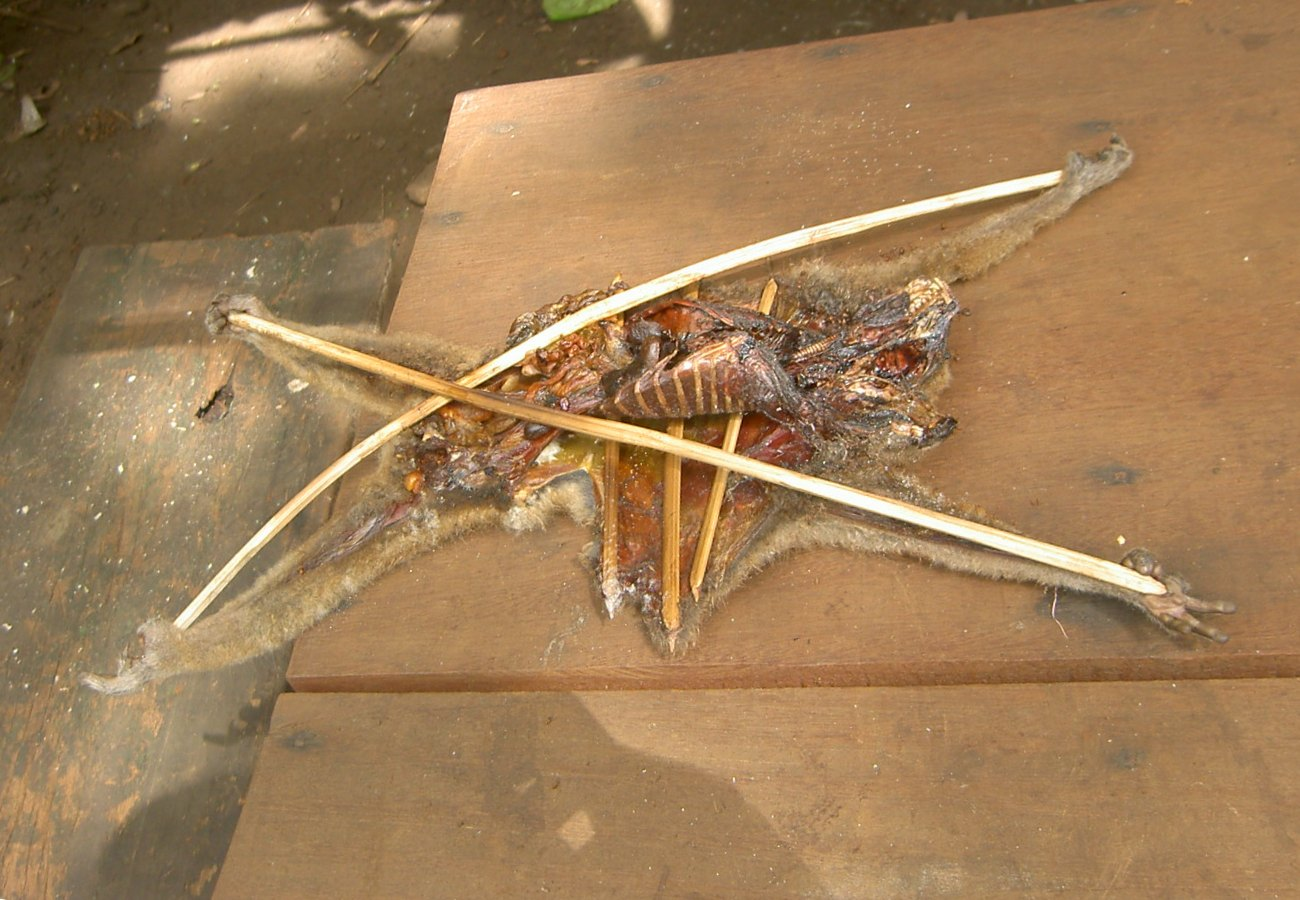
피그미늘보로리스는 서식지 전체에서 전통 의학에 사용하기 위해 포획된다.

서식지의 불안정한 정치 상황과 야행성, 수목 위 생활방식 때문에 피그미늘보로리스의 개체 수에 대한 자료는 부족하다. 중국의 개체 수는 500마리 미만으로 추산된다. 1980년대에는 개체 수가 약 7만 2천 마리로 추정된 반면, 같은 기간의 다른 추정치는 약 600~700마리로 나타났다. 이러한 엄청난 차이는 상세한 현장 조사 없이는 개체 수를 계산하는 것이 얼마나 어려운지를 보여준다. 라오스의 1999년 야생동물 현황 보고서는 잠재적 서식지의 가용성을 기준으로 이 종을 "잘 알려지지 않은" "흔한" 종으로 기술했다. 2020년 IUCN은 피그미늘보로리스를 멸종 위기종으로 분류했고, 같은 해 베트남 적색자료집도 같은 방식으로 분류했다. 2005년 유럽연합(EU)은 라오스의 개체 수 현황을 "분명히 널리 분포하지만 어디에서도 흔하지는 않다"고 설명한다.
서식지 파괴 외에도 피그미늘보로리스는 사냥과 불법 거래로 심각한 위협을 받고 있다. 피그미늘보로리스의 지리적 분포 지역과 인접 국가 내에서 최근 경제 변화와 인구 증가로 인해 피그미늘보로리스 거래가 증가했으며, 이러한 추세는 지속될 것으로 예상된다. 야외와 동물 시장에서의 목격 감소는 피그미늘보로리스의 낮은 번식률이 이러한 대규모 거래 속도를 따라가지 못하여 야생 개체 수가 감소하고 있음을 시사한다. 따라서 환경보호론자들과 야외 생물학자들은 가까운 미래에 지역적 멸종을 우려하고 있다. 1998년에서 2006년 사이 당국에 의해 압수된 피그미늘보로리스의 70%가 보호 동물원에 도착하기 전에 죽었고, 이로 인해 대체 수요와 야생에서의 추가 포획이 발생했다.
인도차이나 반도 전역에서 피그미늘보로리스 개체 수는 군사 활동과 고엽제 살포, 벌목, 그리고 대량 매물로 인해 급격히 감소했으며, 특히 베트남에서 그 감소세가 두드러졌다. 베트남 북부 지역에서는 작물 해충으로 여겨져 멸종되었다. 반도의 애완동물 및 약용 시장에 대한 수요가 상황을 더욱 악화시키고 있으며, 이는 여러 지역 시장에서 피그미늘보로리스가 풍부하게 서식하는 데서 드러난다. 최근 인구 증가와 지역 경제 상황 개선으로 수요가 증가했다. CITES에 따르면 이러한 활동은 지속 불가능한 것으로 간주된다.
중국 남부의 개체 수는 수백 마리로 감소했으며, 다른 보고서에 따르면 지역적으로 멸종되었을 가능성이 있다. 판매되는 피그미늘보로리스 개체 수의 감소는 베트남 개체 수의 급격한 감소에 대한 보고를 뒷받침한다. 2007년에 이르러 현장 목격은 드물어졌고, 특히 벌목과 농업이 활발한 지역에서 서식지의 상당 부분에서 사라졌다는 보고가 있다. 캄보디아에서는 2001년과 2002년 동안 사냥 압력 증가와 함께 개체 수가 크게 감소했다. 한 현장 조사에서 2008년 초 조우율이 높았던 세 지역을 2008년 말과 2009년에 재조사했지만, 한 마리도 만나지 않았다. 이러한 변화는 높은 사냥 압력과 금광 개발 모두에 기인한 것으로 여겨졌다.
벵골늘보로리스와 피그미늘보로리스는 모두 20곳 이상의 보호구역에서 발견되지만, 개체 수가 적거나 기록이 충분하지 않다. 피그미늘보로리스는 캄보디아와 중국, 베트남 등 대부분의 서식지에서 보호를 받고 있다. 이로 인해 사냥과 포획이 불법이며, 중국과 베트남에서는 소지 및 보관 또한 불법이다. 베트남은 1992년 이후 가장 높은 수준의 야생동물 보호법을 시행해 왔으며,  피그미늘보로리스의 모든 착취 및 이용은 불법이다. 그러나 법 집행은 미흡하고, 경미한 처벌은 억제 효과가 미미하다. 국제적 보호 측면에서 이 종은 2007년 CITES 부속서 I로 승격되었다. 또한, 2001년 10월부터 유럽연합은 보존을 위해 라오스와 캄보디아에서 수입되는 모든 야생 피그미늘보로리스 표본을 수입하는 것을 금지하고 있다.
피그미늘보로리스는 최소 6곳의 국립공원과 12곳의 자연보호구역에서 기록되었다. 중국에서는 2007년 다웨이산 국립 자연 보호구와 진핑 유역 국가자연보호구역, 황롄산 보호구역에서 피그미늘보로리스의 개체 수가 중국 전체의 약 80%를 유지했다. 그러나 피그미늘보로리스는 보호구역에서도 여전히 사냥에 취약하다. 라오스에서는 피그미늘보로리스가 7곳의 국립생물다양성보전지역에서 기록되었다.
베트남에서는 압수된 피그미로리스가 보통 꾹프엉 국립공원의 멸종위기 영장류 구조 센터로 이송되어 야생으로 돌려보내진다. 전문가가 아닌 사람은 피그미늘보로리스와 순다늘보로리스를 구분하기 어려울 수 있다. 둘 다 붉은색 털을 가지고 있고 털 색깔이 다양하기 때문이다. 국제 운송 과정에서는 피그미로리스가 포토원숭이나 여우원숭이와 섞여 있을 수도 있다.

### 밀매

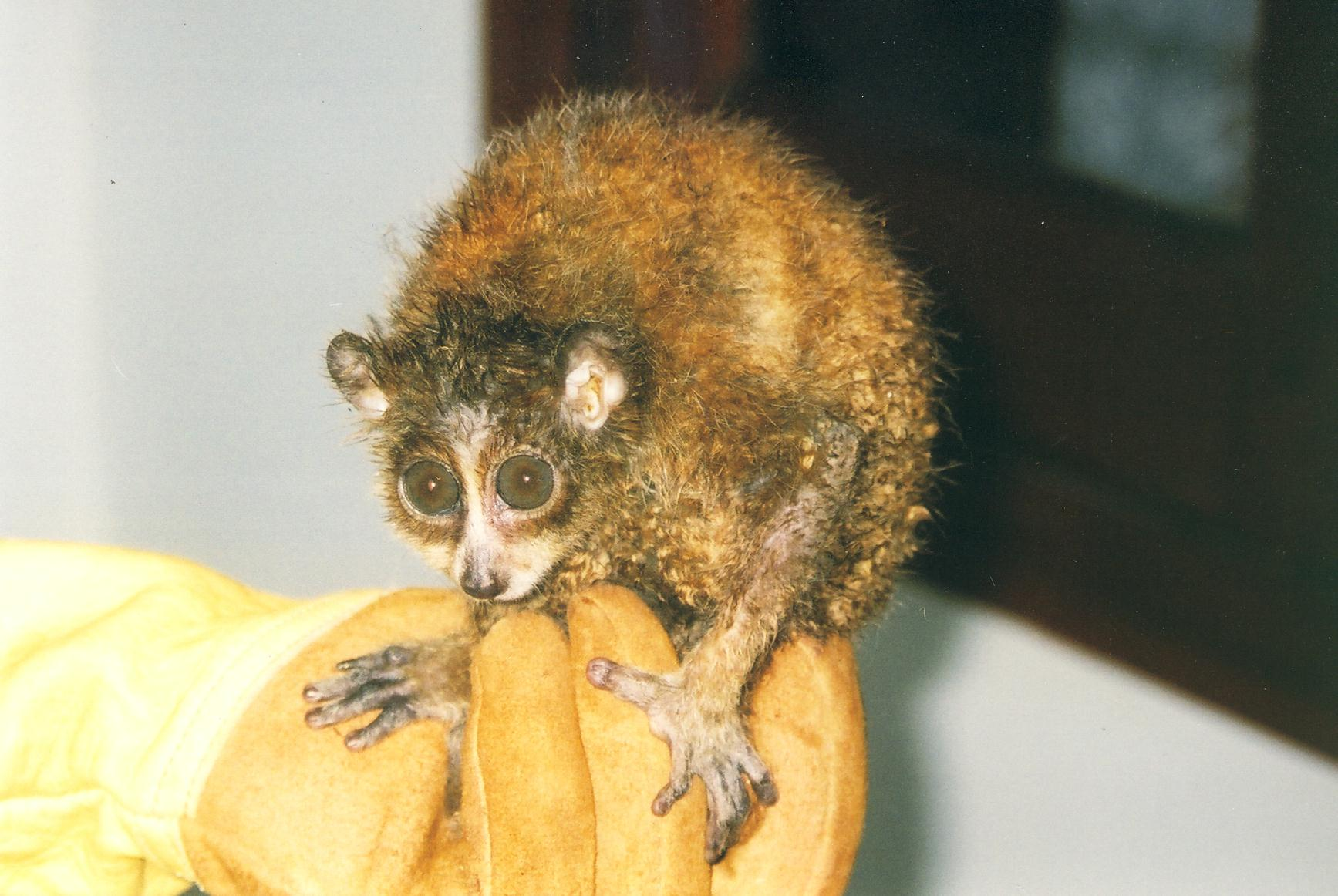
동물 시장에서 구입한 피그미늘보로리스는 스트레스와 방치, 영양실조, 감염 등으로 고통받고, 그 결과 오래 사는 경우가 드물다.

피그미늘보로리스는 주로 약효가 있다고 알려진 동물이나 애완동물 또는 그보다 덜 흔하게는 지역 소비용 식용으로 거래된다. 2003년 보고서에 따르면, 피그미늘보로리스는 3만~5만 베트남 동(미화 1.50~2.50달러)에 거래되었다. 다른 보고서에 따르면, 이 동물들의 가격은 미화 2~10달러였다. 캄보디아에서는 이 종을 크메르 전통 의학에 사용한다. 캄보디아 시장에서 실시한 조사에 따르면, 이 종은 세 번째로 많이 거래되는 포유류였으며, 미화 0.85~6.25달러의 가격대에 거래되었다. 베트남에서는 피그미늘보로리스가 식용과 약용, 그리고 종종 애완동물로 사용되며, 가장 많이 거래되는 종 중 하나이다. 예전에는 주요 시장에서 매달 수백 마리의 피그미로리스가 거래되곤 했지만, 최근 공급 부족으로 거래량이 감소한 것으로 보인다. 베트남 남부에서는 로리스가 야생동물 고기 전문점에서 가장 인기 있는 야생동물 요리 중 하나이다.
수출국들은 1977년부터 2004년까지 국제적으로 거래된 피그미늘보로리스를 총 111마리로 보고한 반면, 수입국들은 131마리로 보고했다. 라오스에서는 토종 로리스가 베트남으로 대량 수출된다. 일본에서는 애완동물 가게에서 피그미늘보로리스를 2,000~3,800달러에 판매하는 경우가 있다.
피그미로리스는 가죽과 털 등 신체 일부와 파생 동물도 거래된다. 피그미로리스의 모든 부위는 크메르 전통 의학에 사용된다. 베트남에서는 원숭이 뼈 접착제와 같은 약재를 주로 지역 주민들이 생산하지만, 일부는 식당이나 방문객에게 판매되기도 한다. 피그미로리스는 특히 털의 약효 때문에 사용된다. 상인들은 수요를 따라잡는 데 어려움을 겪고 있다고 보고했다. 한 상인은 2001년부터 2002년까지 피그미늘보로리스를 거의 1,200마리나 판매했다고 주장했다. 캄보디아에서는 벵골늘보로리스와 피그미늘보로리스를 전통 의학에 사용하는 뿌리 깊은 전통이 널리 퍼져 있으며, 캄보디아 수도 프놈펜의 전통 의학 상점에서 가장 많이 주문되는 동물은 피그미늘보로리스이다.
캄보디아에서 라오스와 태국, 베트남까지 불법 무역로가 존재하는 것으로 알려져 있으며, 이러한 무역의 상당 부분은 중국으로 향한다. 1998년과 1999년 조사에 따르면 베트남에서 허커우 항을 통해 80~90마리의 동물이 윈난성으로 수입되었으며, 이는 조사에서 가장 많이 기록된 동물이다. 베트남늘보로리스의 주요 수입국은 중국이지만, 대만을 포함한 다른 국가로도 밀수되기도 한다. 한 사례로, 1993년 8월 호치민시로 운송되던 중 102마리의 동물이 압수되었고, 그중 4마리만 살아남았다. 피그미로리스는 대만 애완동물 시장에서 최대 400달러까지 거래될 수 있다. 미국에서는 베트남에서 밀수된 피그미로리스가 압수되는 경우가 간혹 있다. 멸종위기 영장류 구조 센터에 따르면, 피그미늘보로리스는 가장 자주 구조되는 종으로, 이는 이들이 거래에서 활발하게 거래되고 있음을 보여준다. 유럽에서는 독일과 네덜란드, 폴란드, 모스크바에서 불법적인 거래가 보고되었다.

## 사육
북아메리카에서 최초로 기록된 피그미늘보로리스는 1968년 하와이 호놀룰루 동물원에 보관되었습니다. 1986년에는 베트남과 라오스에서 스웨덴으로 약 37마리의 피그미로리스가 수출되었다. 1년 후, 야생에서 포획된 여러 쌍의 피그미로리스가 신시내티, 샌디에이고, 그리고 듀크 여우원숭이 센터에 있는 동물원으로 옮겨졌다. 1994년, 글로벌 영장류 보전 행동 계획의 유전적 다양성 유지를 위한 번식 프로그램 제안에 따라 동물원수족관협회(Association of Zoos and Aquariums)는 피그미로리스 종 생존 계획을 수립했다. 2008년 기준 북아메리카의 사육 개체 수는 74마리로 증가했으며, 그중 대부분은 샌디에이고 동물원에서 태어났다. 2013년 기준, 피그미로리스는 북아메리카 동물원에서 사육되는 영장류 중 가장 흔한 종이다. 전 세계적으로 약 175마리의 피그미로리스가 번식 시설에 서식하고 있다.

### 인용된 문헌
- Ankel-Simons, F. (2007). 《Primate Anatomy》 3판. Boston, Massachusetts: Academic Press. ISBN 978-0-12-372576-9.
- Baker, L. (1999). “The plight of Vietnam's primates” (PDF). 《IPPL News》 26 (3): 15–20.
- Bonhote, J. L. (1907). “On a collection of mammals made by Dr. Vassal in Annam”. 《Proceedings of the Zoological Society of London》 77 (1): 3–11. doi:10.1111/j.1096-3642.1907.tb01797.x.
- Cai, M.; Liu, D.; Turnbull, J. W. (2003). 〈Rehabilitation of degraded forests to improve the livelihoods of poor farmers: A synthesis of four case studies in South China〉.   Liu, D. 《Rehabilitation of Degraded Forests to Improve Livelihoods of Poor Farmers in South China》. Bogor, Indonesia: Center for International Forestry Research. ISBN 978-979-8764-98-1.
- Chen, J. -H.; Crow, P.; Narushima, E.; Zhang, H. -W.; Zhang, Y. -P. (2004). “Molecular phylogeny of slow lorises (Nycticebus) revealed by D-loop sequences and complete cytochrome b gene sequences of mitochondrial DNA” (PDF). 《Zoological Research》 (중국어) 25 (4): 292–297. ISSN 0254-5853. 2011년 10월 1일에 원본 문서 (PDF)에서 보존된 문서.
- Chen, J. -H.; Pan, D.; Groves, C. P.; Wang, Y. -X.; Narushima, E.; Fitch-Snyder, H.; Crow, P.; Thanh, V. N.; Ryder, O.; Zhang, H. -W.; Fu, Y.; Zhang, Y. (2006). “Molecular phylogeny of Nycticebus inferred from mitochondrial genes”. 《International Journal of Primatology》 27 (4): 1187–1200. doi:10.1007/s10764-006-9032-5. S2CID 24319996.
- Chen, Z.; Zhang, Y.; Shi, L.; Liu, R.; Wang, Y. (1993). “Studies on the chromosomes of genus Nycticebus”. 《Primates》 34 (1): 47–53. doi:10.1007/BF02381279. S2CID 26725167.
- CITES Management Authority of Cambodia (2007년 6월 15일). 《Notification to Parties: Consideration of Proposals for Amendment of Appendices I and II》 (PDF). Netherlands: Convention on International Trade in Endangered Species of Wild Fauna and Flora (CITES). 31쪽. 2011년 2월 28일에 원본 문서 (PDF)에서 보존된 문서. 2011년 1월 9일에 확인함.
- Dang, H. H. (1998). “Ecology, biology and conservation status of prosimian species in Vietnam”. 《Folia Primatologica》 69 (suppl 1): 101–108. doi:10.1159/000052702. S2CID 202651947.
- Dao, V. T. (1960). “Sur une nouvelle espèce de Nycticebus au Vietnam”. 《Zoologischer Anzeiger》 (프랑스어) 164: 240–243.
- Duckworth, J.; Salter, R. E.; Khounboline, K. (1999). “Wildlife in Lao PDR, 1999 Status Report” (PDF). Vientiane: IUCN-The World Conservation Union, Wildlife Conservation Society, Centre for Protected Areas and Watershed Management. 2011년 10월 4일에 원본 문서 (PDF)에서 보존된 문서. 2012년 1월 27일에 확인함.
- Elliot, D. G. (1912). 《A Review of the Primates》 1. New York, New York: American Museum of Natural History.
- Eudey, A. A. (1995). 〈The impact of socioeconomic decisions on the status of the orangutan and other east Asian fauna〉.   Nadler, R. D. 《The Neglected Ape》. New York, New York: Plenum Press. 25–28쪽. ISBN 978-0-306-45213-0.
- Fisher, H. S.; Swaisgood, R. R.; Fitch-Snyder, H. (2003a). “Countermarking by male pygmy lorises (Nycticebus pygmaeus): Do females use odor cues to select mates with high competitive ability?”. 《Behavioral Ecology and Sociobiology》 53 (2): 123–130. doi:10.1007/s00265-002-0552-5. JSTOR 4602191. S2CID 26366586.
- Fisher, H. S.; Swaisgood, R. R.; Fitch-Snyder, H. (2003b). “Odor familiarity and female preferences for males in a threatened primate, the pygmy loris Nycticebus pygmaeus: Applications for genetic management of small populations”. 《Naturwissenschaften》 90 (11): 509–512. Bibcode:2003NW.....90..509F. doi:10.1007/s00114-003-0465-9. PMID 14610648. S2CID 2802904.
- Fitch-Snyder, H.; Livingstone, K. (2008). “Lorises: The surprise primate”. 《Zoonooz》: 10–14. ISSN 0044-5282.
- Fitch-Snyder, H.; Schulze, H., 편집. (2001a). 〈Distribution and status〉. 《Management of Lorises in Captivity. A Husbandry Manual for Asian Lorisines》 (PDF). Center for Reproduction of Endangered Species (CRES), Zoological Society of San Diego. 7–13쪽. 2009년 10월 14일에 원본 문서 (PDF)에서 보존된 문서. 2013년 2월 22일에 확인함.
- Fitch-Snyder, H.; Schulze, H., 편집. (2001b). 〈Reproduction〉. 《Management of Lorises in Captivity. A Husbandry Manual for Asian Lorisines》 (PDF). Center for Reproduction of Endangered Species (CRES), Zoological Society of San Diego. 28–44쪽. 2011년 11월 12일에 원본 문서 (PDF)에서 보존된 문서. 2013년 2월 22일에 확인함.
- Fitch-Snyder, H.; Schulze, H.; Streicher, U. (2003). 〈Enclosure design for captive slow and pygmy lorises〉 (PDF).   Shekelle, M.; Maryanto, I.; Groves, C. P.; Schulze, H.; Fitch-Snyder, H. 《Primates of the Oriental Night. Proceedings of the Indonesian Workshop: Taxonomy, Husbandry, and Conservation of Tarsiers and Lorises》. Cibinong, Indonesia: LIPI Press. 123–135쪽. ISBN 978-979-799-263-7. 2025년 7월 21일에 원본 문서 (PDF)에서 보존된 문서.
- Fitch-Snyder, H.; Jurke, M. (2003). “Reproductive patterns in pygmy lorises (Nycticebus pygmaeus): Behavioral and physiological correlates of gonadal activity”. 《Zoo Biology》 22 (1): 15–32. doi:10.1002/zoo.10072.
- Fitch-Snyder, H.; Ehrlich, A. (2003). “Mother-infant interactions in slow lorises (Nycticebus bengalensis) and pygmy lorises (Nycticebus pygmaeus)”. 《Folia Primatologica》 74 (5–6): 259–271. doi:10.1159/000073313. PMID 14605472. S2CID 2077675.
- Fooden, J. (1996). “Zoogeography of Vietnamese primates”. 《International Journal of Primatology》 17 (5): 845–899. doi:10.1007/BF02735268. S2CID 39435113.
- Fuller, G.; Kuhar, C. W.; Dennis, P. M.; Lukas, K. E. (2013). “A survey of husbandry practices for lorisid primates in North American zoos and related facilities”. 《Zoo Biology》 32 (1): 88–100. doi:10.1002/zoo.21049. PMID 23161761.
- Gosling, L. M. (1982). “A reassessment of the function of scent marking in territories”. 《Zeitschrift für Tierpsychologie》 60 (2): 89–118. doi:10.1111/j.1439-0310.1982.tb00492.x.
- Groves, C. P. (1971). 〈Systematics of the genus Nycticebus〉.   Biegert, J.; Leutenegger, W. 《Proceedings of the Third International Congress of Primatology. Volume 1. Taxonomy, Anatomy, Reproduction》. Zürich, Switzerland: S Karger. 44–53쪽.
- Groves, C. P. (1998). “Systematics of tarsiers and lorises”. 《Primates》 39 (1): 13–27. doi:10.1007/BF02557740. S2CID 10869981.
- Groves, C. P. (2001). 《Primate Taxonomy》. Washington, DC: Smithsonian Institution Press. ISBN 978-1-56098-872-4.
- Hagey, L. R.; Fry, B. G.; Fitch-Snyder, H. (2007). 〈Talking defensively, a dual use for the brachial gland exudate of slow and pygmy lorises〉.   Gursky, S. L.; Nekaris, K. A. I. 《Primate Anti-Predator Strategies》. Developments in Primatology: Progress and Prospects. New York, New York: Springer. doi:10.1007/978-0-387-34810-0. ISBN 978-0-387-34807-0.
- Jurke, M. H.; Czekala, N. M.; Fitch-Snyder, H. (1997). “Non-invasive detection and monitoring of estrus, pregnancy and the postpartum period in pygmy loris (Nycticebus pygmaeus) using fecal estrogen metabolites”. 《American Journal of Primatology》 41 (2): 103–115. doi:10.1002/(SICI)1098-2345(1997)41:2<103::AID-AJP3>3.0.CO;2-0. PMID 9050368. S2CID 44928656.
- Kalimullah, E. A.; Schmidt, S. M.; Schmidt, M. J.; Lu, J. J. (2008). “Beware the pygmy slow loris?” (PDF). 《Clinical Toxicology》 46 (7): 591–645. doi:10.1080/15563650802255033. S2CID 218857181. 2013년 6월 6일에 원본 문서 (PDF)에서 보존된 문서. 2025년 7월 20일에 확인함.
- Lai, Y.; Liao, S.; Liu, D.; Liu, J.; Su, J.; Zhang, Y. (2003). 〈Reclaiming degraded forest lands in the dry, hot climate of Yuanmou County, Yunnan〉.   Liu, D. 《Rehabilitation of Degraded Forests to Improve Livelihoods of Poor Farmers in South China》. Bogor, Indonesia: Center for International Forestry Research. ISBN 978-979-8764-98-1.
- Li, W.; Wang, H. (1999). “Wildlife trade in Yunnan Province, China, at the Border with Vietnam” (PDF). 《Traffic Bulletin》 18 (1): 21–30.
- MacKinnon, K. (1987). “Conservation status of primates in Malesia, with special reference to Indonesia” (PDF). 《Primate Conservation》 8: 175–183.
- MacKinnon, J.; MacKinnon, K. (1987). “Conservation status of the primates of the Indo-Chinese sub-region” (PDF). 《Primate Conservation》 8: 187–195.
- Nadler, T.; Thanh, V. N.; Streicher, U. (2007). “Conservation status of Vietnamese primates” (PDF). 《Vietnamese Journal of Primatology》 1: 7–26.
- Navarro-Montes, A.; Nekaris, K. A. I.; Parish, T. J. (2009). “Trade in Asian slow lorises (Nycticebus): using education workshops to counter an increase in illegal trade”. 《Living Forests》 (15). 2011년 7월 26일에 원본 문서에서 보존된 문서. 2013년 2월 28일에 확인함.
- Nekaris, K. A. I.; Nijman, V. (2007). “CITES proposal highlights rarity of Asian nocturnal primates (Lorisidae: Nycticebus)”. 《Folia Primatologica》 78 (4): 211–214. doi:10.1159/000102316. PMID 17495478. S2CID 1407149.
- Nekaris, K. A. I.; Shepherd, C. R.; Starr, C. R.; Nijman, V. (2010). “Exploring cultural drivers for wildlife trade via an ethnoprimatological approach: a case study of slender and slow lorises (Loris and Nycticebus) in South and Southeast Asia”. 《American Journal of Primatology》 72 (10): 877–886. doi:10.1002/ajp.20842. PMID 20806336. S2CID 21711250.
- Nekaris, K. A. I.; Starr, C. R.; Collins, R. L.; Wilson, A. (2010). 〈Comparative Ecology of Exudate Feeding by Lorises (Nycticebus, Loris) and Pottos (Perodicticus, Arctocebus)〉.   Burrows, A. M.; Nash, L. T. 《The Evolution of Exudativory in Primates》. New York: Springer. 155–168쪽. doi:10.1007/978-1-4419-6661-2_8. ISBN 978-1-4419-6660-5.
- Nguyen, Q. T.; Nguyen, V. S.; Ngo, X. T.; Nguyen, T. S. (2003). “Evaluation of the wildlife trade in Na Hang District” (PDF). 《PARC Project VIE/95/G31&031》. 2011년 7월 11일에 확인함.
- Nguyen, V. S. (2003). “Wildlife trading in Vietnam: why it flourishes” (Word document). 《2003-Rr6》.
- Osman Hill, W. C. (1953). 《Primates Comparative Anatomy and Taxonomy I—Strepsirhini》. Edinburgh Univ Pubs Science & Maths, No 3. Edinburgh University Press. OCLC 500576914.
- Pan, D.; Chen, J. H.; Groves, C.; Wang, Y. X.; Narushima, E.; Fitch-Snyder, H.; Crow, P.; Jinggong, X.;  외. (2007). “Mitochondrial control region and population genetic patterns of Nycticebus bengalensis and N. pygmaeus”. 《International Journal of Primatology》 28 (4): 791–799. doi:10.1007/s10764-007-9157-1. S2CID 35725257.
- Pocock, R. I. (1939). 《The fauna of British India, including Ceylon and Burma. Mammalia, vol. 1》. London: Taylor and Francis. 463쪽.
- Polet, G.; Ling, S. (2004). “Protecting mammal diversity: Opportunities and constraints for pragmatic conservation management in Cat Tien National Park, Vietnam” (PDF). 《Oryx》 38 (2): 186–196. doi:10.1017/S003060530400033X.
- Ratajszczak, R. (1998). “Taxonomy, distribution and status of the lesser slow loris Nycticebus pygmaeus and their implications for captive management”. 《Folia Primatologica》 69 (7): 171–174. doi:10.1159/000052710. S2CID 84272707.
- Schulze, H.; Groves, C. P. (2004). 〈Asian Lorises: taxonomic problems caused by illegal trade〉.   Nadler, T.; Streicher, U.; Hà, T. L. 《Conservation of Primates in Vietnam》. Hanoi, Vietnam: Frankfurt Zoological Society. OCLC 60527537.
- Schulze, H.; Meier, B. (1996). 〈Behavior of captive Loris tardigradus nordicus: a qualitative description, including some information about morphological bases of behavior〉.   Alterman, L.; Doyle, G. A.; Izard, M. K. 《Creatures of the Dark. The Nocturnal Prosimians》. New York, New York: Plenum Press. 221–250쪽. ISBN 978-0-306-45183-6.
- Starr, C.; Nekaris, K. A. I.; Leung, L. (2012). “Hiding from the moonlight: Luminosity and temperature affect activity of Asian nocturnal primates in a highly seasonal forest”. 《PLOS ONE》 7 (4): e36396. Bibcode:2012PLoSO...736396S. doi:10.1371/journal.pone.0036396. PMC 3338665. PMID 22558461.
- Starr, C.; Nekaris, K. A. I.; Streicher, U.; Leung, L. (2010). “Traditional use of slow lorises Nycticebus bengalensis and N. pygmaeus in Cambodia: an impediment to their conservation” (PDF). 《Endangered Species Research》 12 (1): 17–23. doi:10.3354/esr00285.
- Starr, C.; Nekaris, K. A. I.; Streicher, U.; Leung, L. K. -P. (2011). “Field surveys of the Vulnerable pygmy slow loris Nycticebus pygmaeus using local knowledge in Mondulkiri Province, Cambodia”. 《Oryx》 45 (1): 135–142. doi:10.1017/S0030605310001316.
- Streicher, U.; Nadler, T. (2003). “Re-introduction of pygmy lorises in Vietnam” (PDF). 《Reintroduction News, Newsletter of the IUCN Reintroduction Specialist Group》 23: 37–40. ISSN 1560-3709.
- Streicher, U. (2004). 《Aspects of ecology and conservation of the pygmy loris Nycticebus pygmaeus in Vietnam》 (PDF) (학위논문). Munich: Ludwig-Maximilians Universität.
- Streicher, U. (2005). “Seasonal body weight changes in pygmy lorises (Nycticebus pygmaeus)” (PDF). 《Verhandlungsbericht der Erkrankungen der Zootiere》 42: 292–298.[깨진 링크]
- Streicher, U. (2007). “Morphological data of pygmy lorises (Nycticebus pygmaeus)” (PDF). 《Vietnamese Journal of Primatology》 1: 67–74.
- Streicher, U. (2009). “Diet and feeding behaviour of pygmy lorises (Nycticebus pygmaeus) in Vietnam” (PDF). 《Vietnamese Journal of Primatology》 3: 37–44.
- Su, B.; Wang, W.; Zhang, Y.-P. (1998). “Protein polymorphism and genetic divergence in slow loris (genus Nycticebus)”. 《Primates》 39 (1): 79–84. doi:10.1007/BF02557745. S2CID 28639302.
- Swapna, N. (2008). 《Assessing the feeding ecology of the Bengal slow loris (Nycticebus bengalensis) in Trishna Wildlife Sanctuary, Tripura》 (PDF) (학위논문). Post-Graduate Program in Wildlife Biology & Conservation Centre for Wildlife Studies and National Centre for Biological Sciences UAS-GKVK Campus Bangalore. 2012년 3월 17일에 원본 문서 (PDF)에서 보존된 문서. 2013년 2월 22일에 확인함.
- Tan, C. L.; Drake, J. H. (2001). “Evidence of tree gouging and exudate eating in pygmy slow lorises (Nycticebus pygmaeus)”. 《Folia Primatologica》 72 (1): 37–39. doi:10.1159/000049918. PMID 11275748. S2CID 8107060.
- Wang, W.; Su, B.; Lan, H.; Liu, R.; Zhu, C.; Nie, W.; Chen, Y.; Zhang, Y. -P. (1996). “Interspecific differentiation of the slow lorises (genus Nycticebus) inferred from ribosomal DNA restriction maps”. 《Zoological Research》 17 (1): 89–93. CNKI:SUN:DWXY.0.1996-01-015. 2016년 3월 3일에 원본 문서에서 보존된 문서. 2012년 1월 27일에 확인함.
- Weisenseel, K. A.; Izard, M. K.; Nash, L. T.; Ange, R. L.; Poorman-Allen, P. (1998). “A comparison of reproduction in two species of Nycticebus”. 《Folia Primatologica》 69 (1): 321–324. doi:10.1159/000052720. S2CID 84049063.
- Zhang, Y. -P.; Chen, Z. -P.; Shi, L. -M. (1993). “Phylogeny of the slow lorises (genus Nycticebus): an approach using mitochondrial DNA restriction enzyme analysis”. 《International Journal of Primatology》 14 (1): 167–175. doi:10.1007/BF02196510. S2CID 41665374.